# De Nachtegaal der Maatvennen
De Nachtegaal Der Maatvennen in de Belgische gemeente Ravels is een maalvaardige windkorenmolen waar vooral rogge en gerst voor veevoeder werden gemalen. Deze bovenkruier is een beltmolen. De molen werd in 1869 opgericht langs de baan naar Arendonk via Ravels-Eel, ter vervanging van een houten standerdmolen die in 1868 omwaaide. Een gevelsteen boven het noordwestelijke raam van de maalzolder vermeldt 1869 / J.B. De Jongh. De molen werd in 1952 stilgelegd, en raakte in verval. Groot onderhoud in 1971 bracht hem weer in maalvaardige staat, en op 10 augustus 1976 werden het gebouw en de omgeving beschermd monument. De molen is nog regelmatig in werking en wordt bediend door vrijwillige molenaars. Er wordt gerstemout gemalen voor Zuidam Distillers, een Nederlands bedrijf dat whisky en jenever vervaardigt. Op 6 april 2006, omstreeks 14 uur maakten de wieken hun miljoenste omwenteling sinds 1998. De Nachtegaal Der Maatvennen was de eerste windmolen in de provincie die deze mijlpaal bereikte.

## Geschiedenis
De huidige beltmolen werd opgericht ter vervanging van een standaardmolen van 1634 die omwaaide in de nacht van 6 op 7 december 1868. Op 13 februari 1869 werd de grond verkocht, en een nieuwe, stenen beltmolen verrees. Bij de bouw werden vele elementen van de omgewaaide molen hergebruikt. Zo is de huidige draagboom een oude standaard, terwijl de zolderingsbalken onder meer oude hoekstijlen zijn. Verder werden bijvoorbeeld de kruisplaten en het vangwiel hergebruikt. De bouwer was Leonardus Van Himbergen uit Netersel, die trouwde met de eigenares Joanna Maria Catherina De Jongh en zo molenaar te Ravels werd. Hij werd opgevolgd door achtereenvolgens Victor Van Himbergen en Jos Van Himbergen. Tekeningen van Victor, en gedichten van Jos, zijn nog in de molen aanwezig. Op de muur van de maalzolder staat het volgende gedicht:
Den molenaar schijnt een dief te zijn
Mij dunkt het kan niet mogelijk zijn
Wat behoeft hij om geld te geven
Daar hij toch van de wind moet leven.
(het ieder van pas te) maken
En van elk te zijn bemind
Zijn de moeilijkste zaken
Die men ter wereld vindt.
Andere inscripties zijn aanwezig, zoals namen van vroegere molenaars, terwijl er op de draagboom een herinnering aan een goed resultaat aangegeven is: "1315 KG ROGGE PER UUR / 28-12-23." Op de meelzolder zijn molentaferelen uit Nederland en Vlaanderen op de muren in grisaille geschilderd.
Jos Van Himbergen werd de laatste der beroepsmolenaars op deze molen.

## Restauraties en onderhoud
In 1971 werd de molen volledig gerestaureerd door molenbouwer Caers uit Retie. Het wiekenkruis, de kap, spruiten, staartbalk en korte schoren werden vernieuwd, en het wiel tussen de kuip en de staartbalk werd aangebracht.
In 1973 werd de kleurstelling van het schilderwerk teruggebracht naar het origineel.

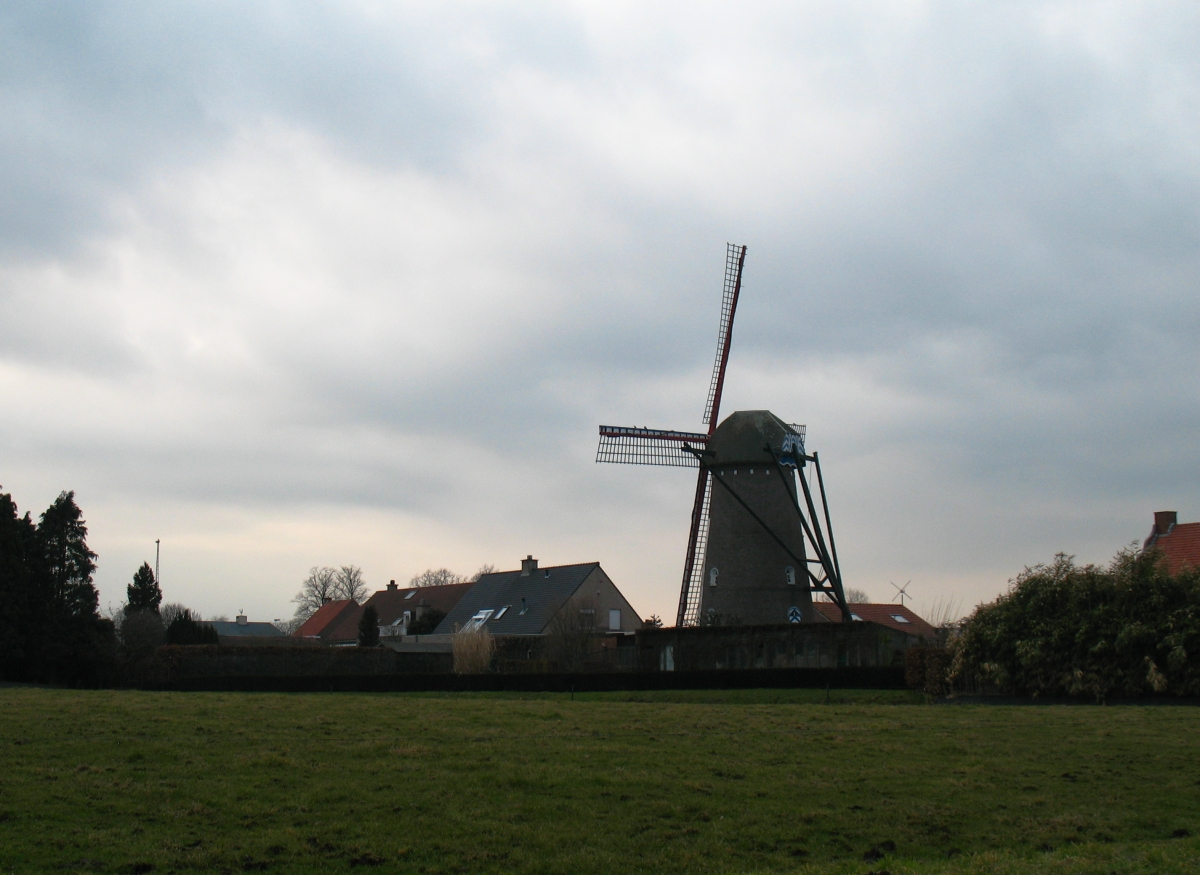
De molen in zijn biotoop

## 's molens eigenaars
De molen is tot heden in het bezit van nakomelingen van de eerst genoemde eigenaar. Relatie is aangegeven tussen haakjes.
- -1861: molenaarsgast Victor De Jongh (Turnhout)
- 1861-'66: Jac. Jos Van Hees uit Antwerpen (oom)
- 1866-'69: molenaar Joannes Baptista De Jongh (broer van Victor De Jongh)
- 1869-'99: Joanna Maria Catherina De Jongh (zuster van Joannes Baptista). Zij was gehuwd met de molenaar in Bladel, Leonardus Van Himbergen. Hij was volgens de overlevering diegene die de huidige molen bouwde.
- 1899-1929: Anthoon Victor Van Himbergen
- 1929-'68: Jos Van Himbergen (zoon van A. V. Van Himbergen)
- 1968- : Frans Van Himbergen (zoon van J. Van Himbergen)

## Technische gegevens
De molen heeft
- een gevlucht van 25,7m van 1971
- twee koppels zeventiender kunststenen
- op de steenzolder is een bewaarde maalstoel in een houten meelkuip
- een Engels kruiwerk voor de kap, ijzeren wielen op een rondgaand spoor
- vier zolders, bepleisterde en beschilderde binnenmuren.